# Cheiracanthium submordax
Cheiracanthium submordax là một loài nhện trong họ Miturgidae.
Loài này thuộc chi Cheiracanthium. Cheiracanthium submordax được miêu tả năm 1993 bởi Zhang, Zhu & Hu.